# City of Lusaka Football Club
El City of Lusaka FC és un club de futbol de la ciutat de Lusaka, Zàmbia.
Va ser fundat el 1937. Els seus colors són el blanc i el negre.

## Palmarès
- Lliga zambiana de futbol:[3]

1964
- Copa zambiana de futbol:[4]

1961, 1964
- Copa Challenge zambiana de futbol:[4]

1962, 1963